# Verneuilites
Verneuilites es un género de foraminífero bentónico de la subfamilia Pseudofusulininae, de la familia Schwagerinidae, de la superfamilia Fusulinoidea, del suborden Fusulinina y del orden Fusulinida. Su especie tipo es Pseudofusulina urdalensis. Su rango cronoestratigráfico abarcaba el Cisulariense (Pérmico inferior).

## Discusión
Clasificaciones más recientes incluyen Verneuilites en la superfamilia Schwagerinoidea, y en la subclase Fusulinana de la clase Fusulinata. Algunas clasificaciones incluyen Verneuilites en la familia Pseudofusulinidae.

## Clasificación
Verneuilites incluye a las siguientes especies:
- Verneuilites angusta †
- Verneuilites anostiata †
- Verneuilites compressus †
- Verneuilites fixa †
- Verneuilites fortissima †
- Verneuilites fusieides †
- Verneuilites infecta †
- Verneuilites irregularis †
- Verneuilites keyserlingi †
- Verneuilites longa †
- Verneuilites memorabilis †
- Verneuilites murchisoni †
- Verneuilites ordinata †
- Verneuilites ovoides †
- Verneuilites paraverneuili †
- Verneuilites plicatissima †
- Verneuilites progressus †
- Verneuilites proplicatissima †
- Verneuilites pygmaeus †
- Verneuilites truncatella †
- Verneuilites urdalensis †
- Verneuilites verneuili †
- Verneuilites zolotovae †

Otra especie considerada en Verneuilites es:
- Verneuilites utilis †, de posición genérica incierta